# The Weekend Away
The Weekend Away è un film del 2022 diretto da Kim Farrant.

## Trama
Beth, una giovane madre americana che vive a Londra, vola in Croazia per trascorrere una vacanza con la sua migliore amica, Kate. Durante il soggiorno, Beth confida a Kate che il suo matrimonio sta attraversando un momento di crisi e che non sa come affrontare la situazione. Le due decidono di uscire a ballare e vengono avvicinate da due uomini. Kate suggerisce a Beth di concedersi una notte di sesso occasionale.
La mattina seguente, Beth si sveglia con la mente annebbiata e si rende conto che Kate è scomparsa. Suo marito Rob e la polizia si dimostrano indifferenti, ma Zain, il tassista che la sera prima le aveva accompagnate in discoteca, si offre di aiutarla. Grazie a lui, Beth riesce a recuperare la borsa e il telefono di Kate, dopo che Zain minaccia uno dei due uomini incontrati la sera precedente. Beth scopre così che i due erano in realtà escort assunti da Kate, ma anche truffatori che drogano e derubano le donne che frequentano.
Beth si rivolge di nuovo alla polizia, che avvia finalmente un’indagine ufficiale. Rob raggiunge Beth in Croazia e comincia subito a sospettare di Zain. Poco dopo, il corpo di Kate viene ritrovato. Beth analizza il telefono dell’amica alla ricerca di indizi e scopre messaggi compromettenti tra Kate e Rob che rivelano una relazione extraconiugale. Viene quindi convocata in centrale come principale sospettata.
Si scopre che sia Beth sia Kate avevano tracce di droga nel sangue, cosa che Beth già sospettava, vista la perdita di memoria. La donna insiste di essere stata drogata. Gli escort vengono interrogati, ma affermano di non aver commesso alcun reato e non risultano precedenti penali. Intanto, la polizia trattiene il passaporto di Beth. In seguito, Beth chiama Rob e lo affronta per il tradimento.
La polizia arriva ad accusare Beth di aver assoldato Zain per uccidere Kate. Beth lo affronta, ma Zain si proclama innocente. Poco dopo, Beth scopre che Sebastian, il proprietario dell’appartamento Airbnb dove alloggia, ha l’abitudine di registrare i suoi ospiti. I filmati mostrano che Beth era già a letto la sera della scomparsa di Kate. I video rivelano che Kate è stata derubata dagli escort, poi è salita su un taxi per seguirli e infine è tornata più tardi a bordo di un’altra auto.
Beth scopre che l’auto appartiene a Pavić, il poliziotto che fin dall’inizio aveva messo in dubbio la sua versione dei fatti. Insieme a Zain, rintraccia il tassista che aveva accompagnato Kate quella notte. L’uomo racconta di averla portata a seguire i due truffatori e poi di averla accompagnata alla stazione di polizia. Successivamente, Beth viene formalmente accusata di omicidio e arrestata insieme a Zain.
Beth intuisce che Pavić è coinvolto nella scomparsa di Kate. Zain si sacrifica dandosi alla polizia per permettere a Beth di fuggire, ma lei viene raggiunta da Pavić. Dopo una colluttazione, il poliziotto precipita da un edificio e muore. Le autorità concludono che Pavić ha ucciso Kate dopo che lei ha respinto le sue avances. Beth viene finalmente scagionata.
Epilogo
Tornata a Londra, Rob tenta di riconciliarsi con Beth, ma lei rifiuta. Mentre cerca le chiavi della macchina, trova nel cappotto del marito alcune perline della collana che aveva regalato a Kate. Capisce così che Rob è il vero assassino. Mentre è al telefono con la polizia, lo affronta. Rob confessa: ha seguito Kate in Croazia per impedirle di rivelare la loro relazione a Beth, ha discusso con lei e, in un impeto di rabbia, l’ha spinta in acqua, uccidendola. La polizia arriva e lo arresta. Beth se ne va, tenendo in braccio la sua bambina.

## Distribuzione
Il film è stato distribuito sulla piattaforma Netflix a partire dal 3 marzo 2022.